# Anthicus chakouri
Anthicus chakouri is een keversoort uit de familie snoerhalskevers (Anthicidae). De wetenschappelijke naam van de soort is voor het eerst geldig gepubliceerd in 1909 door Pic.